# Vengsøyfjorden
Vengsøyfjorden er en fjord mellem Vengsøya i nord og Kvaløya i syd i Tromsø kommune i Troms og Finnmark fylke  i Norge. Fjorden har indløb i vest mellem Gjøssøya i nord og Madsengodden i syd og går  12 kilometer mod øst til Kaldfjorden som går mod syd  på Kvaløya. Sydvest for Madsengodden går Sessøyfjorden mod syd.
På sydsiden af fjorden ligger bygden Tromvik og  øst for denne  går Grøtfjorden mod syd. Her ligger også bygden Grøtfjord. Fjorden ender i øst mellem Vågsøya i nord og Røsnes i syd.